# فريدريك فورست بيبودي
فريدريك فورست بيبودي (بالإنجليزية: Frederick Forrest Peabody)‏ هو شخصية أعمال أمريكي، ولد في 6 يوليو 1859 في نورثفيلد في الولايات المتحدة، وتوفي في 23 فبراير 1927 في سانتا باربارا في الولايات المتحدة بسبب مرض.